# Stenbittjärnen (Åsele socken, Lappland, 709308-156217)
Stenbittjärnen är en sjö i Åsele kommun i Lappland och ingår i Ångermanälvens huvudavrinningsområde. Sjön har en area på 0,161 kvadratkilometer och ligger 359,1 meter över havet.

## Delavrinningsområde
Stenbittjärnen ingår i det delavrinningsområde (709358-156122) som SMHI kallar för Mynnar i Hällbymagasinet. Medelhöjden är 399 meter över havet och ytan är 10,51 kvadratkilometer. Det finns inga avrinningsområden uppströms utan avrinningsområdet är högsta punkten. Vattendraget som avvattnar avrinningsområdet har biflödesordning 2, vilket innebär att vattnet flödar genom totalt 2 vattendrag innan det når havet efter 164 kilometer. Avrinningsområdet består mestadels av skog (71 procent) och sankmarker (23 procent). Avrinningsområdet har 0,16 kvadratkilometer vattenytor vilket ger det en sjöprocent på 1,6 procent.